# Per amore e per onore
Per amore e per onore (For Love and Honor) è una serie televisiva statunitense composta da 12 episodi e trasmessa per la prima volta in USA nel settembre 1983. 
L'autore era Jeff Spielman, la regia era di Gary Nelson. La serie si ispira al film Ufficiale e gentiluomo e le storie sono ambientate in una base militare di artiglieria aerotrasportata sita in California. I protagonisti sono il capitano Wiecek e il sergente Allard, in contrasto tra loro. Altri personaggi di rilievo sono: il capitano Engel, un ufficiale medico donna che ama il sergente Allard; il sergente Bell, un veterano della guerra del Vietnam; Pavlik, un caporale donna; Chris, un soldato donnaiolo che intraprende una relazione con Phyllis, la moglie del capitano Wiecek trascurata dal marito. La serie non ebbe molto successo e fu interrotta dopo il 12º episodio. In Italia la serie arrivò nell'autunno del 1985. 